# Christian Gottlob Hammer
Pour les articles homonymes, voir Hammer.
Christian Gottlob Hammer, né en 1779 à Dresde et mort le 7 février 1864 dans la même ville, est un peintre, aquarelliste, dessinateur et graveur allemand.

## Biographie
Christian Gottlob Hammer naît en 1779 à Dresde en Allemagne.
Il est l'élève de Veith à l'académie des beaux-arts de Dresde entre 1840 et 1860. Ses vues de Dresde, Saint-Pétersbourg, Londres et d'autres villes, peintes à l'aquarelle et à l'huile, ont une qualité spirituelle et une authenticité qui les rendent fascinantes. En tant que graveur, il exécute surtout des paysages urbains.
Christian Gottlob Hammer meurt le 7 février 1864 dans sa ville natale.

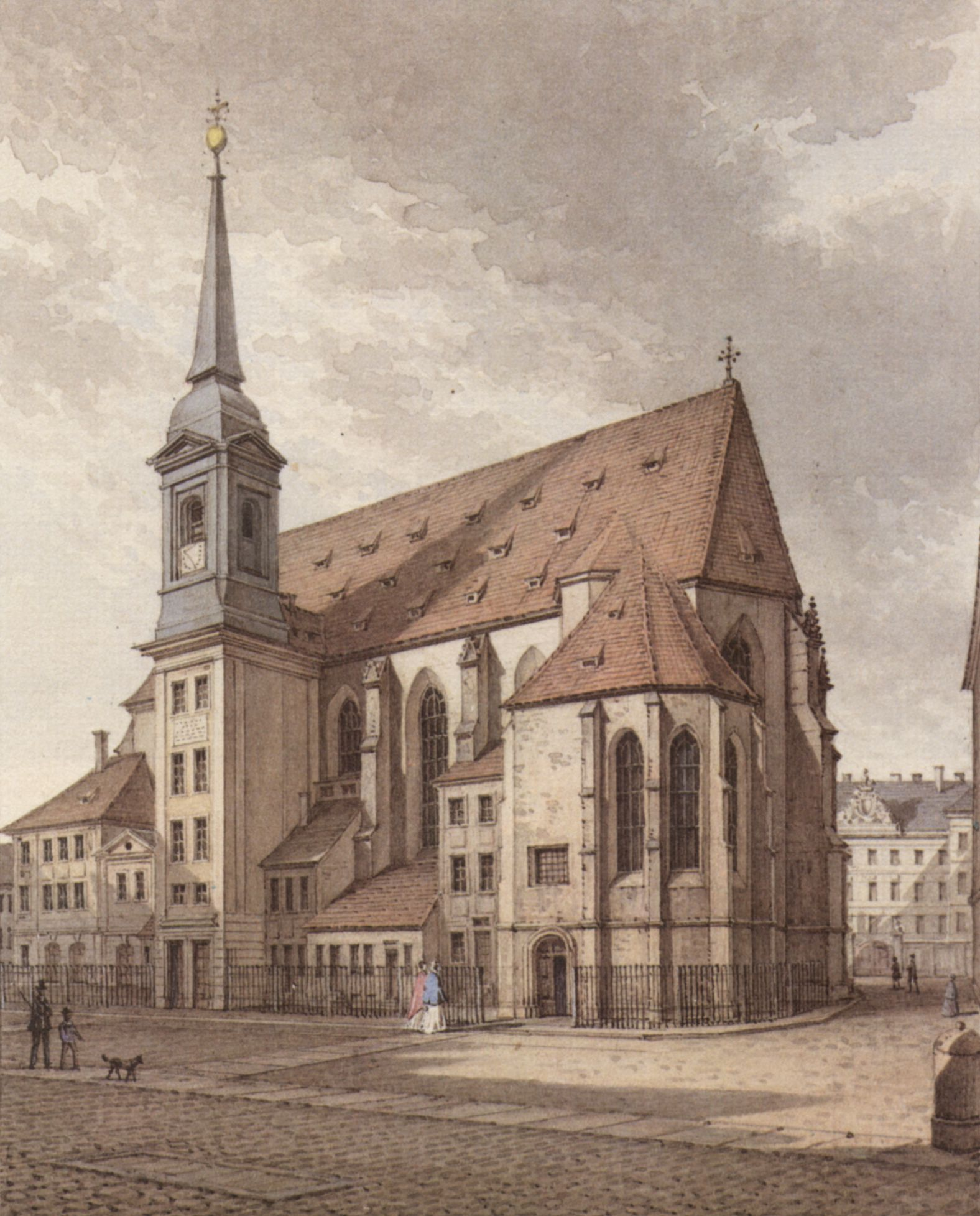
Église Sainte-Sophie (vers 1850).
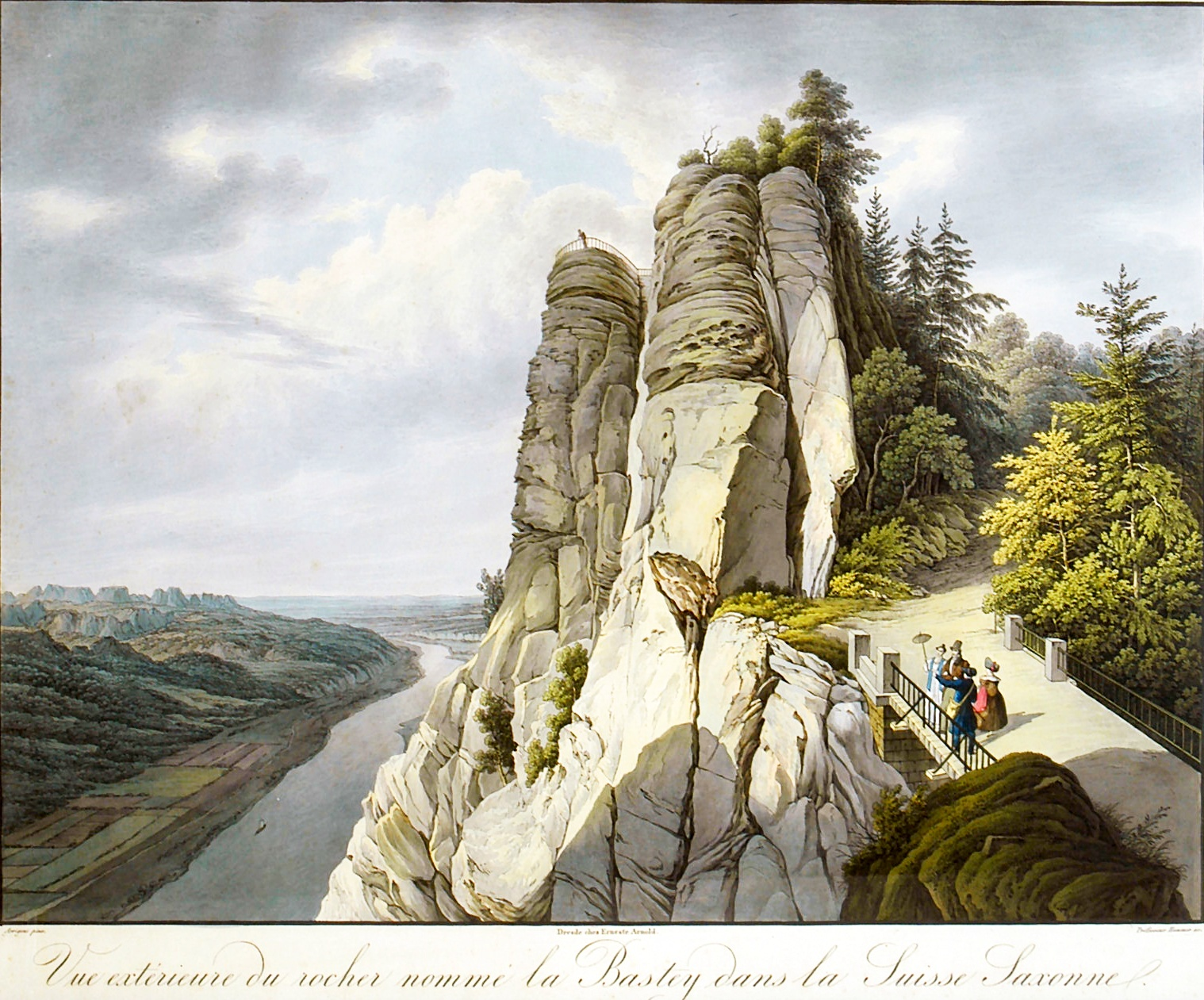
Rocher de Bastei eau-forte coloriée à l'aquarelle (1826).